# Jaron Mazuz

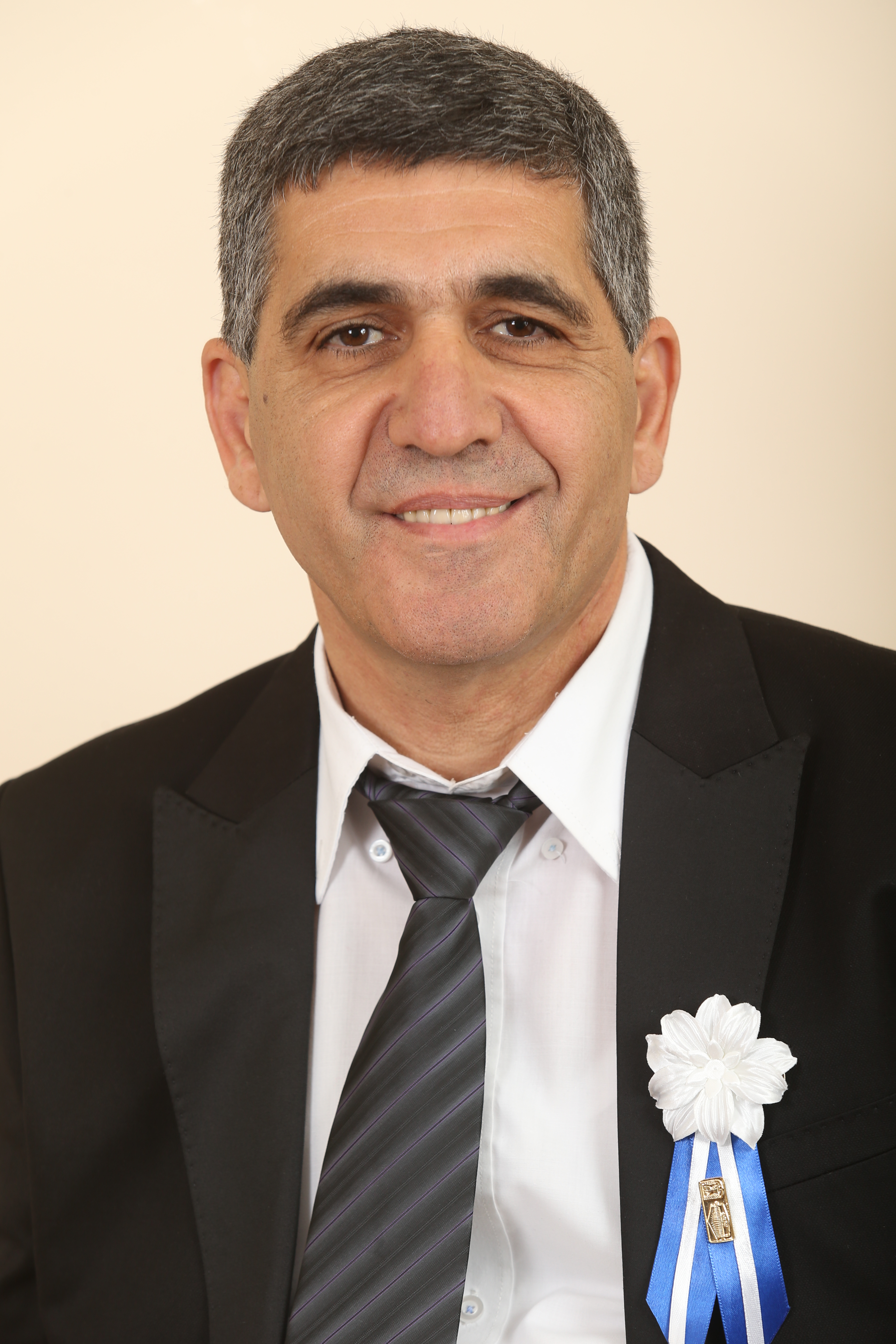
Jaron Mazuz, 2015

Jaron Mazuz (hebräisch ירון מזוז, * 11. Juli 1962 in Haifa) ist ein israelischer Politiker der Partei Likud.

## Leben
Die Eltern von Mazuz stammen aus Tunesien. Seit 2008 war Mazuz Mitglied im Stadtrat von Kiryat Bialik. Mazuz ist seit 2015 Abgeordneter in der Knesset. Er ist verheiratet, hat drei Kinder und wohnt in Kiryat Bialik.
Vom 14. Juni 2015 bis den 11. Januar 2016 war er stellvertretender Innenminister im Kabinett Benjamin Netanjahu IV. Von Januar bis August 2016 war er stellvertretender Minister im Büro des Premierministers, und seit 2. August 2016 ist er stellvertretender Minister für Umweltschutz im selben Kabinett.